# Der Schatten (Jewgeni Schwarz)
Der Schatten (OT.: Тень, (Ten‘)) ist der Titel eines 1940 am Leningrader Teatr komedii uraufgeführten Märchenstückes von Jewgeni Schwarz nach Motiven des gleichnamigen Andersen-Märchens. Erzählt wird die Geschichte eines jungen Gelehrten, der seinen Schatten als seinen Liebes-Boten zu einer Prinzessin schickt. Dieser verselbständigt sich zur eigenständigen Person und zum Gegenspieler seines Originals. Ina Tinzmann schrieb die erste deutsche Übersetzung für die von Gustaf Gründgens inszenierte deutsche Erstaufführung 1947.

## Inhalt

### Überblick
In der Residenzstadt eines südlichen Landes, in dem Märchenfiguren den Alltag durchdringen, verliebt sich der naiv-idealistische Gelehrte Hans Christian in ein Mädchen und schickt seinen Schatten als Boten zu ihr. Es ist, wie er später erfährt, die Prinzessin Luisa. Der Schatten erkennt dies, löst sich vom Original und wirbt für sich selbst um die Hand der vor dem korrupten Hof untergetauchten Thronerbin. Als dämonischer Schatten kann er hinter die Strukturen der Macht schauen, die Prinzessin für sich gewinnen und König werden. Um seinen opponierenden ehemaligen Herrn loszuwerden, lässt er ihn köpfen, verliert dabei aber, woran er nicht gedacht hat, gleichfalls den Kopf. Im Unterschied zu Andersens Märchen kommt Christian in Schwarz’ Theaterstück mit dem Leben davon und verlässt mit der treu zu ihm haltenden Wirtstochter Annunziata das Land, während sein Schatten untertaucht und die Prinzessin einen anderen Mann suchen muss.

### Erster Akt
Der 26-jährige Gelehrte Christian Theodor hat sich in Pietros Gasthaus in einer südlichen Residenzstadt einquartiert, um die Geschichte des Landes zu studieren. Annunziata, die Tochter des Wirtes, informiert den naiven idealistischen jungen Mann über die Besonderheiten des Landes: Märchen mit ihren typischen surrealen Vorgängen seien in ihrem Land keine Fiktion, sondern alltägliche Realität. Viele Märchenfiguren würden hier zusammen mit der Bevölkerung leben, z. B. die für das Leihhaus als Taxatoren arbeitenden Menschenfresser. Am Ende des Aktes wird offenbar, dass auch der Wirt und der ebenfalls im Gasthaus wohnende Journalist Cäsar Borgia zu dieser Spezies gehören. Außerdem warnt die 17-Jährige den Gelehrten vor der jungen Frau, die im Haus gegenüber wohnt und in die der Gelehrte offenbar verliebt ist. Sie könnte sich, wie viele „schlechte Frauenzimmer“ als Prinzessin aufspielen. Hintergrund sei das Testament des vor fünf Jahren verstorbenen Königs „Ludwig der Verträumte“. Er habe darin festgelegt, dass seine Tochter Luisa, um der vergifteten Atmosphäre am Hof und den Intrigen zu entgehen, in der Stadt mit einer kunstvollen Maske untertauchen und sich einen „guten, ehrlichen, gebildeten, klugen Mann“ suchen soll. „Vielleicht […] sei er fähig […] gut zu regieren“. Annunziata fürchtet, dass Christian mit seiner „Gutmütigkeit und dem […] fröhlichen Gesicht […] direkt in den Tod“ gehen könnte: Wenn die Nachbarin wirklich die Prinzessin wäre, hätte der Gelehrte viele skrupellose Rivalen und man würde ihn „niedertrampeln in diesem Gedränge“. Auch würden die Honoratioren „ihm nicht verzeihen, dass er ein so guter Mensch ist.“
Der Gelehrte hört nicht auf die Warnungen Annunziatas und gesteht dem Mädchen im Nachbarhaus, von Balkon zu Balkon, seine Liebe. Es ist die Prinzessin. Sie glaubt an nichts mehr und ihr ist alles gleichgültig. Er will sie von seinem optimistischen Menschenbild überzeugen, dass nicht alle Menschen schlecht sind. Sie ist über sein Geständnis und die Begegnung mit einem guten Menschen verwirrt und zieht sich verunsichert zurück. Darauf spricht Christian verträumt seinen Schatten an, er solle als sein Bote zu ihr gehen und in seinem Sinn mit ihr sprechen, und plötzlich löst sich der Schatten von ihm und verschwindet in der Wohnung der Prinzessin. Christian bleibt schattenlos und krank zurück. Pietro und Caesar Borgia belauschen das Gespräch und entdecken dadurch den Aufenthalt der Prinzessin. Sie beschließen, den Gelehrten „zu fressen“ und dazu den Schatten, der „das absolute Gegenteil des Gelehrten“ sei, zu benutzen. Sie besorgen ihm eine Anstellung als Gehilfe des Haushofmeisters, um die Verbindung Luisas mit Christian zu verhindern, und hoffen davon zu profitieren.

### Zweiter Akt
Der zweite Akt spielt im Kurpark. Hier fädeln der durch einen von ihm selbst verschuldeten Giftanschlag schwer behinderte Finanzminister und der Premierminister die Intrige gegen den Gelehrten ein. Sie verfolgen, wie auch die anderen Personen innerhalb des korrupten Systems, ihre persönlichen Karrieren und passen sich den jeweiligen Machtverhältnissen an, aber ihr gemeinsames Interesse ist es, die Herrschaft eines „guten Menschen“ zu verhindern. Der Gehilfe des Hofmeisters bieten sich ihnen mit seinem Geheimwissen an: „Ich kenne ihn wie niemand sonst, er dagegen kennt mich nicht.“ Um den Auftrag auszuführen, erhält er eine Stelle in der Kanzlei des Premierministers. Auch die in den moralisch integren Christian verliebe Sängerin Julia Giuli wird von dem sie umwerbenden Finanzminister mit Drohungen, ihre Karriere zu zerstören, in den Intrigenplan einbezogen.
Christian weiß, dass Luisa ihn als guten Menschen liebt. Er will jedoch kein König werden, sondern mit der Prinzessin das Land verlassen, wie er dem Arzt gesteht, der im Kurhaus die eingebildeten Krankheiten der wohlhabenden und von ihrem beschäftigungslosen Alltag gelangweilten Gäste behandelt. Der Schatten hat inzwischen seinen Anschlag vorbereitet: Pietro und Cäsar redet er ein, sie hätten Chancen, die Prinzessin zu heiraten und kämen als Regenten in Frage. Dann schmeichelt er sich wieder in Christians Vertrauen ein: Seine Trennung von ihm sei ein Freundschaftsdienst, um ihn vor einem Anschlag zu retten, und er beruhigt ihn: „Ich kann doch nicht nach einem ganzen Leben, das wir in so enger Freundschaft gemeinsam gelebt haben, plötzlich ihr Feind werden!“ Er habe vom Premierminister den Auftrag, ihm das Angebot zu machen, wenn er sich von der Prinzessin lossage, werde dies mit „Ruhm, Ehre und Reichtum“ vergolten. Im Falle einer Ablehnung würden er, sein Schatten und die Prinzessin getötet. Er rät ihm, nur zum Schein den Vertrag zu unterzeichnen, denn er werde seine Flucht mit der Prinzessin in die Freiheit organisieren.
Um die Begegnung der Prinzessin mit Christian zu verhindern, lockt ihn die vom Finanzminister unter Druck gesetzte Julia unter dem Vorwand, er müsse ihr aus einer gefährlichen Lage heraushelfen, vom Treffpunkt weg. So kann der Schatten seinen Plan ausführen. Da Träume und Schatten miteinander verbunden sind, kennt er ihre Träume. Er stellt sich ihr als Christians bester Freund Theodor Christian vor, erzählt ihr einen ihrer Träume und erklärt ihr sein Wissen um ihre geheimen Gefühle mit seiner Liebe zu ihr: Er sei „in der Tiefe [i]hrer Seele“ und kenne ihre Träume, weil die Liebe Wunder bewirke. Er werde ihr die Wahrheit über Christian offenbaren. Dieser habe einen Vertrag unterschrieben, sie für Ruhm, Ehre und Reichtum zu verlassen. Luisa ist über den Verrat enttäuscht und fasst Vertrauen zu ihm, da er ihr die Augen geöffnet habe. Dem hinzukommenden Christian teilt sie mit, dass sie seinen Freund zu ihrem Gatten gewählt habe. Dieser nimmt sofort seine neue Position im Staat gegenüber dem Premierminister ein, fordert Christian auf, öffentlich auf die Prinzessin und den Thron zu verzichten, und ernennt Pietro zum Kommandanten der königlichen Garde und Cäsar zum königlichen Sekretär.

### Dritter Akt
Im Palast versammeln sich die Gäste bei gesellschaftlich-höfischer Konversation und der neue König erwartet die öffentliche Unterordnung Christians und seine Akzeptanz, in Zukunft sein Schatten zu sein. Dieser weigert sich, klärt die Intrige gegen ihn auf und setzt seinen Rivalen mit der ihm vom Arzt verratenen Zauberformel „Schatten! Wisse deinen Platz!“ wieder in seine Schatten-Rolle zurück. Er findet jedoch keine Unterstützung bei der Hofgesellschaft, wird zum Tode verurteilt und vom Henker enthauptet. Zugleich sitzt der neue König, durch sein Schattendasein, kopflos auf dem Thron.
Man erinnert sich an die Wunderwasser-Erfindung des Arztes. Da das Wasser aber nur gute Menschen zum Leben erweckt, muss man es bei Christian anwenden. Nachdem beide ihre Köpfe wiederhaben, bittet der Schatten, da ihm seine Abhängigkeit bewusst geworden ist, Christian, im Land zu bleiben. Er werde ihn zum Premierminister ernennen und ihn sogar „in vernünftigen Grenzen“ regieren lassen, so dass er „eine gewisse Anzahl von Menschen glücklich […] machen“ könne. Aber Luisa sagt sich von ihm los, will sich einen neuen Bräutigam suchen und befiehlt, den Schatten-König gefangen zu nehmen. Aber die Garde finden nur seinen leeren Mantel. Christian kommentiert: „Er hat sich versteckt, um sich mir immer wieder in den Weg zu stellen. Aber ich […] werde ihn überall erkennen“. Das Angebot Luisas, ihr Mann und König zu werden, lehnt er ab und verlässt mit Annunziata, die als einzige zum ihm gehalten hat, das Land.

## Interpretation
Als Grund für die Weltberühmtheit des Autors wird oft die Verbindung traditioneller Märchenmotive mit „Fragen der Zeit“ genannt. Schwarz bearbeite, nach Schaumann, aber keine „tradierte[n] Märchenstoffe“, um überlieferte Volks- oder Kunstdichtung einem jungen Publikum zu erschließen. Es gehe ihm auch nicht nur „um eine inhaltliche Neufassung, in der die Naivität des Märchens ersetzt wird durch eine modernisierende psychologische Durchdringung und Motivierung“. Vielmehr nutze er „überlieferte Sujets und Motive“ bei „aller freien Erfindung seiner Figuren, Fabeln und Konflikte“ für die Thematisierung großer politischer und gesellschaftlicher Fragen unserer Zeit. Dadurch habe der Autor „das Genre des Märchendramas auf eigenständige Weise zu einer unmittelbar zeitgenössischen Aussageform“ gemacht und einen „seine Zeit überdauernden Beitrag zur Sowjetliteratur“ geleistet.
Andere Interpreten betonen den „unaufdringlich[en] […] feine[n] Humor und milde[n] Spott“, hinter dem „die Moral des Märchens hervor[trete]“, oder, wie Grunert die „Eigenständigkeit“ des „Märchengeschehens“ in einer „neuen Wirklichkeit“. „Mit der Bezugnahmen des Märchenspiels auf H. Chr. Andersen“ mache sich das Stück „den Anspruch des Dänen zu eigen, der Märchendichter schreibe die reine Wahrheit“, allerdings sei der Bezug auf die Wirklichkeit im Schatten, im Gegensatz zum Drachen nur „mittelbar[-]“. „Auf der einen Seite steht das lebendige Leben, auf der anderen ein Schatten. Alle […] Erkenntnisse sprechen dafür, dass der Schatten allenfalls vorübergehend siegen kann. Die Welt beruht auf uns, den lebendigen, tätigen Menschen“.
Übereinstimmend wird von dem Rezensenten der Sinn des Autors für den „formalen ästhetischen Reiz“ der Verschlüsselung genannt: Das Märchendrama komme „seiner produktiven Phantasie, seinem originellen Witz ebenso entgegen wie seinem engen Verhältnis zur Welt des Märchens“.

## Rezeption
Nach der Uraufführung wurde die Inszenierung, offenbar aus politischen Gründen, aus dem Spielplan genommen und erst ab 1960 wieder gespielt. Seither führten viele russische Theater das Märchenstück auf. Nach dem Zweiten Weltkrieg wurden Schwarz’ Märchenstücke international entdeckt, von vielen Bühnen gespielt, v. a. von den Jugendtheatern, als Musical bearbeitet und verfilmt.

## Theateraufführungen
Der Schatten wurde von Schwarz in den Jahren 1937–1940 in Zusammenarbeit mit dem Regisseur Nicolai Akimow, von dem die Idee und die Gesprächsszene im 2. Akt zwischen dem Gelehrten und dem Arzt stammen, speziell für das Leningrader Komödientheater geschrieben. Während der Proben ab 1939 wurde der Text bis zur Premiere am 12. April 1940 immer wieder verändert. Nach einer offenbar politisch motivierten Pause von 20 Jahren wurde das Märchenstück 1960 in einer zweiten Fassung unter Akimows Regie wieder in den Spielplan aufgenommen. Am selben Theater folgten zwei weitere Versionen: 1984 (Regie: J. Aksjonow) und 2003 (Regie: T. Kazakova). Seitdem gehört Schwarz’ Schatten zum Repertoire vieler russischer Bühnen.

### Deutsche Übersetzungen
- Ina Tinzmann (Berlin 1946) für die deutsche Erstaufführung 3. April 1947 in den Kammerspielen des Deutschen Theaters in Berlin. Regie: Gustaf Gründgens.[19]
- Andrea Clemen. Text nach Leningrader Pjesy-Ausgabe von 1972.[20]
- Regine Kühn.[21]

## Adaptionen

### Oper/Musical
- Der Schatten, phantastische Oper in vier Bildern und einem Epilog von Fritz Geißler, Libretto von Günter Lohse. Oper Leipzig 1975.
- Jetzt Licht, dann Schatten... St. Petersburger Staatliches Musik- und Dramatheater Buff 1994. Regisseur, Autor von Gedichten und Drehbuch: Isaac Shtokbant, Komponist: Victor Pleshak.

### Film
- Der Schatten (1971), Regie: Nadezhda Kosheverova. Oleg Dal als Wissenschaftler und Schatten.
- Der Schatten, deutscher Fernsehfilm (1979). Drehbuch: Ina Tinzmann, Regie: Fritz Zecha, Besetzung: Thomas Schendel (Der Gelehrte), Paulus Manker (sein Schatten), Ulli Maier (Prinzessin), Peter Clös (Gastwirt Pietro), Ruth Olafsdottir (seine Tochter Annunziata), Claudia Zöllner (Sängerin Julia Ginli), Christoph Schobesberger (Journalist Cäsar Borgia) u. a.
- Russischer Musikfilm (1991) von Mikhail Kozakov mit Konstantin Raikin als Wissenschaftler und sein Schatten.

### Hörspielbearbeitung
- Der Schatten, Produktion: ORF Wien, Erstsendung: 3. August 1947.[22]

### Illustration
- Schwarz: Märchenkomödien (Der nackte König – Der Schatten – Der Drache). Taschenbuch – 1. Januar 1972. Horst Sagert (Illustrator), Gerhard Schaumann (Nachwort).